# 岐阜市医師会看護学校
岐阜市医師会看護学校（ぎふしいしかいかんごがっこう）は、岐阜県岐阜市にある看護専門学校。

## 概要
岐阜市立第二看護専門学校を岐阜市医師会が継承し開校。建物等も岐阜市立第二看護専門学校時代のものを転用している。
准看護師免許取得（取得見込み）者が看護師になる為の看護学校であり、隣接の岐阜市医師会准看護学校と連携して5年間の一貫教育を行っている。

## 構成学科
- 看護科：2年課程（昼間定時制（修業年限3年））

## 所在地
- 岐阜県岐阜市青柳町5丁目3番地

## 沿革
- 2014年（平成26年）12月 - 看護師養成所の指定、専修学校の許可を受ける。
- 2015年（平成27年）4月 - 岐阜市医師会が岐阜市立第二看護専門学校を継承し、岐阜市医師会看護学校として開校。

## 交通アクセス
- 岐阜バス「西野町」バス停より徒歩で約5分。
  - JR岐阜駅バスターミナル・名鉄岐阜駅（名鉄岐阜のりば）より、岐阜大学・病院線（行先番号：C70）岐阜大学病院前行に乗車。
- 岐阜バス「忠節橋」バス停より徒歩で約5分。
  - JR岐阜駅バスターミナルより、黒野線（行先番号：C45）御望野行、西郷線 （行先番号：C38）西郷行、加納島線（行先番号：K18）旦の島行、市内ループ線（右まわり）に乗車。
  - 名鉄岐阜駅（名鉄岐阜のりば）より、黒野線（行先番号：C45）御望野行、西郷線 （行先番号：C38）西郷行、加納島線（行先番号：K18）旦の島行に乗車。